# HD91590
HD91590 — хімічно пекулярна зоря спектрального класу A8, що має видиму зоряну величину в смузі V приблизно  9,9.
Вона  розташована на відстані близько 324,2 світлових років від Сонця.